# CMC Markets
CMC Markets jest firmą inwestycyjną z siedzibą w Wielkiej Brytanii, oferującą usługi w zakresie zawierania transakcji na kontraktach na różnicę (CFD) na światowych rynkach. CMC Markets umożliwia klientom przeprowadzanie transakcji na akcjach, indeksach, instrumentach binarnych, walutach (rynek Forex), towarach, surowcach oraz obligacjach. Firma posiada centralę w Londynie, centra w Sydney i Singapurze oraz 11 oddziałów za granicą. Od 2015 roku CMC Markets jest notowana na London Stock Exchange (LSE: CMCX).

## Historia

### 1989-2000: Początki działalności
CMC Markets rozpoczęło działalność jako broker Forex w 1989 roku. Przedsiębiorca Peter Cruddas założył firmę o nazwie „Currency Management Corporation”. Nazwa została później skrócona do CMC, a następnie zmieniona na CMC Markets we wrześniu 2005 roku.
W 1992 roku, CMC Markets została autoryzowana i regulowana w Wielkiej Brytanii przez AFBD, później przekształcone w organ nadzoru finansowego Financial Services Authority (FSMA).
W 1996 roku CMC Markets najprawdopodobniej jako jedna z pierwszych firm na świecie uruchomiła platformę transakcyjną online MarketMaker do obsługi transakcji Forex, umożliwiającą klientom detalicznym przeprowadzanie transakcji na instrumentach dostępnych wcześniej jedynie inwestorom instytucjonalnym.
Oprogramowanie dla MarketMaker zostało zaprojektowane przez Information Internet Limited, spółkę zależną należącą do Petera Cruddasa i dwóch programistów, którzy projektowali i budowali pierwszą wersję oprogramowania, Terry’ego Johnstona i Bena Fishera. Od 1996 roku do roku 2000 Information Internet Limited sprzedał oprogramowanie kilku bankom. W 2000 roku Peter Cruddas wykupił pozostałych udziałowców oraz stworzył oprogramowanie wyłącznie dla CMC Markets. Information Internet Limited została włączona w strukturę IT CMC Markets.

### 2000: Wprowadzenie na rynek kontraktów CFD
CMC Markets poszerza swoją działalność i staje się brokerem CFD, podkreślając pozycję lidera w dostarczaniu najbardziej konkurencyjnych i innowacyjnych usług transakcyjnych dla klientów w skali globalnej.

### 2002-2006: Globalna ekspansja
W 2002 roku firma rozpoczęła globalną ekspansję. W latach 2002 i 2007 otworzyła biura w wielu krajach, w tym w Sydney, Pekinie, Hongkongu, Frankfurcie, Auckland i w Sztokholmie.
Pierwsze biuro w Ameryce Północnej zostało otwarte w 2003 roku w Nowym Jorku. Za tym nastąpiło przejęcie kanadyjskiego brokera Shorecan Index i otwarcie biura w Toronto w 2005 roku. Pięć lat później biuro w USA zostało zamknięte ze względu na amerykańskie ograniczenia regulacyjne i prawne w zakresie oferowania CFD.
W latach 2001–2005 CMC Markets funkcjonowało również pod marką deal4free.com, z której zrezygnowano w 2005 roku.
W 2006 roku planowano przeprowadzić IPO spółki, jednak została ona w ostatniej chwili odwołana ze względu na warunki rynkowe.

### 2007: Fuzje i przejęcia
CMC Markets przejęła spółkę z branży media-technologie Digital Look następnie w Australii przejmuje australijskiego brokera rynków akcji Andrew West & Co, a w wyniku przejęcia powstaje CMC Markets Stockbroking.
W 2007 roku Goldman Sachs kupił 10% udziałów w spółce za $ 140 mln, ustalając wartość spółki na £1,4 mld

### 2008-2013: światowy kryzys finansowy
W 2008 i 2009 roku CMC Markets odnotowuje spadek zysku z powodu światowego kryzysu finansowego. W odpowiedzi na kryzys CMC Markets zamknęło siedem oddziałów oraz zredukowało zatrudnienie.
W 2010 roku CMC Markets uruchamia nową platformę transakcyjną NextGeneration dla klientów w Wielkiej Brytanii.
W 2011 Digital Look został sprzedany dla Web Financial Group.

### W 2014 roku
Wzrost wyników finansowych spółki pozwolił w 2014 roku powrócić do idei IPO przez CMC Markets.
od dnia 5 lutego 2016 roku akcje CMC Markets są notowane na rynku głównym London Stock Exchange. W kwietniu 2016 CMC Markets wprowadziła nowe produkty binarne specjalnie zaprojektowane dla telefonów komórkowych, tabletów i komputerów stacjonarnych. Od 20 czerwca 2016 roku do marca 2017 roku CMC Markets była włączona w skład indeksu FTSE 250.

## Zasięg działania
CMC Markets działa i posiada biura w wielkiej Brytanii, Australii, Niemczech, Nowej Zelandii, Singapurze, Hiszpanii, Włoch, Szwecji, Norwegii, Francji, Polsce, Austrii i Kanadzie. Większość operacji jest wykonywanych w centrali w Londynie, trading desk znajduje się również w Sydney.

## Pozycja na rynku
CMC Markets jako jedna z pierwszych firm na świecie uruchomiła platformę transakcyjną online do obsługi transakcji Forex. Od tego czasu CMC Markets ewoluowała do rangi wielokrotnie nagradzanego, światowego lidera transakcji online, w tym CFD, Forex.